# Stenommatius
Stenommatius is een vliegengeslacht uit de familie van de roofvliegen (Asilidae).

## Soorten
- S. areolaris Walker, 1860
- S. complens Walker, 1861
- S. formosanus Matsumura, 1916
- S. gigas Enderlein, 1914
- S. mendax Walker, 1857
- S. ochriventris Becker, 1915
- S. rufiventris Macquart, 1838